# Karlshuld
Karlshuld er en kommune i landkreis Neuburg-Schrobenhausen i regierungsbezirk Oberbayern, i den tyske delstat Bayern.

## Geografi
Kommunen ligger i Planungsregion Ingolstadt omkring 10 kilometer sydøst for Neuburg a.d.Donau og består ud over Karlshuld, af landsbyerne Grasheim, Kleinhohenried, Kochheim, Nazibühl og Neuschwetzingen.

## Historie
Området blev udviklet i forbindelse med den fra 1790 påbegyndte tørlægningen af moseområdet Donaumoos, hvor Karl Freiherr v. Eckart i 1795 grundlagde en koloni.
I årene fra 1970 til 1985 blev landsbyerne Grasheim, Kochheim, Nazibühl og Neuschwetzingen indlemmet i kommunen.